# Arampampa
Arampampa est une localité du département de Potosí en Bolivie, et le chef-lieu de la province de Bernardino Bilbao. Sa population s'élevait à 552 habitants en 2001.